# Scelio wittmeri
Scelio wittmeri är en stekelart som beskrevs av Hermann Priesner 1951. Scelio wittmeri ingår i släktet Scelio och familjen Scelionidae. Inga underarter finns listade i Catalogue of Life.